# Список дипломатических миссий Сейшельских Островов
Список дипломатических миссий Сейшельских островов — Сейшельские Острова имеют за рубежом лишь семь дипломатических представительств. Так как Сейшельские Острова являются членом Британского содружества, его миссии в других странах — членах этой организации возглавляет «высший комиссар» в ранге посла.

## Европа
- Бельгия, Брюссель (посольство)
- Франция, Париж (посольство)
- Великобритания, Лондон (высший комиссариат)

## Африка
- ЮАР, Претория (высший комиссариат)

## Азия
- Китай, Пекин (посольство)
- Индия, Дели (высший комиссариат)

## Международные организации
- - Нью-Йорк (представительство при ООН)